# Condado de Rush (Indiana)
O Condado de Rush é um dos 92 condados do estado americano de Indiana. A sede do condado é Rushville, e sua maior cidade é Rushville. O condado possui uma área de 1 058 km² (dos quais 1 km² estão cobertos por água), uma população de 18 261 habitantes, e uma densidade populacional de 17 hab/km² (segundo o censo nacional de 2000). O condado foi fundado em 1822.